# Mindre minivett
Mindre minivett (Pericrocotus cinnamomeus) är en asiatisk fågel i familjen gråfåglar inom ordningen tättingar.

## Kännetecken

### Utseende
Mindre minivett är som namnet avslöjar en liten medlem av släktet Pericrocotus, med en kroppslängd på 14,5-16 cm. Hanen är lätt igenkänd genom kombinationen av liten storlek, grått på huvud och ovansida med mörkare örontäckare (ibland även strupe), rödorange på övergump, övre stjärttäckare, bröst och flanker, gulorange undergump samt på vingen en gul och orange fläck. Variationen i ljushet är dock stor, från mycket bleka pallidus till mörka malabaricus.

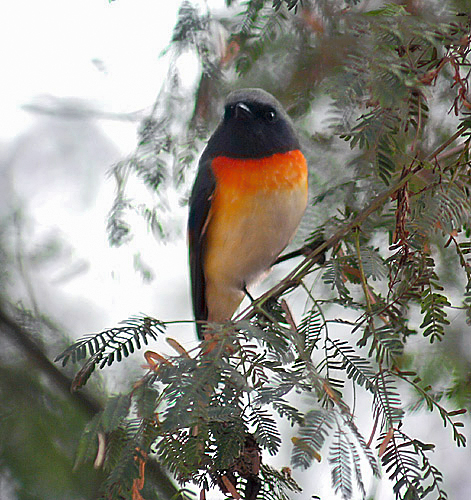
Hane av P. c. pallidus i Indien.

Honan har ljusgrå hjässa och ovansida, tydligt orangeröd övergump och övre stjärttäckare, gråvitt på strupen och övre delen av bröstet och blekgult på buk och undergump.

### Läten
Lätet är ett upprepat, utdraget och mycket ljust "tswee-eet" eller "swee swee".

## Utbredning och systematik
Mindre minivett delas in i nio underarter med följande utbredning:
- Pericrocotus cinnamomeus peregrinus – Himalaya och norra Indien
- Pericrocotus cinnamomeus pallidus – Pakistan (Indus dalgång från Rann of Kutch till Punjab)
- Pericrocotus cinnamomeus malabaricus – västra Indien (Västra Ghats från Belagavi till Kerala)
- Pericrocotus cinnamomeus cinnamomeus – södra Indiska halvön och Sri Lanka
- Pericrocotus cinnamomeus vividus – Andamanerna
- Pericrocotus cinnamomeus thai – Myanmar till norra Thailand och Laos
- Pericrocotus cinnamomeus sacerdos – Kambodja och södra Vietnam
- Pericrocotus cinnamomeus separatus – södra Myanmar (distriktet Mergui) och södra Thailand
- Pericrocotus cinnamomeus saturatus – Java och Bali

Underarten separatus inkluderas ofta i vividus. Mindre minivett är systerart till eldminivetten (P. igneus).

## Levnadssätt
Mindre minivett förekommer i lövskog, skogsbryn, parker och trädgårdar upp till 1525 meters höjd, lokalt i torvskogar och kustnära buskmarker. Den ses ofta i små flockar i trädtaket, på jakt efter små leddjur som myror och små skalbaggar. Fågeln häckar mellan mars och september. Den bygger ett prydligt litet skålformat bo som den fäster på ovansidan av en gren, upp till tolv meter ovan mark. Däri lägger den två till fyra grön- eller gräddvita rödbrunfläckade ägg. Arten är stannfågel och inga säsongsmässiga rörelser har noterats.

## Status och hot
Arten har ett stort utbredningsområde, men tros minska i antal, dock inte tillräckligt kraftigt för att den ska betraktas som hotad. Internationella naturvårdsunionen IUCN listar arten som livskraftig (LC). Världspopulationen har inte uppskattats men den beskrivs som mycket vanlig i rätt miljö över stora delar av Indiska subkontinenten, vida spridd och lokalt vanlig i Bangladesh, sällsynt i Bhutan och vanlig i det mesta av Sydostasien men ovanlig på Java och Bali.